# مامی کاندا
مامی کاندا (ژاپنی: 金田 真美) بازیکن فوتبال اهل ژاپن و عضو تیم ملی فوتبال ژاپن است که در تاریخ ۲۲ اکتبر ۱۹۸۴ میلادی اولین بازی ملی‌اش را انجام داد. او در ۳ بازی ملی حضور داشت و آخرین بازی ملی خود را در تاریخ ۲۱ ژانویه ۱۹۸۶ میلادی انجام داد. مامی کاندا در بازی‌های ملی‌اش
گلی به ثمر نرساند.

## آمارهای تیم ملی
| تیم ملی فوتبال زنان ژاپن | تیم ملی فوتبال زنان ژاپن | تیم ملی فوتبال زنان ژاپن |
| سال                      | حضورها                   | گل‌ها                     |
| ------------------------ | ------------------------ | ------------------------ |
| ۱۹۸۴                     | ۲                        | ۰                        |
| ۱۹۸۵                     | ۰                        | ۰                        |
| ۱۹۸۶                     | ۱                        | ۰                        |
| مجموعاً                   | ۳                        | ۰                        |